# Carl Rogers
Carl Rogers (8 de gener de 1902 - 4 de febrer de 1987) fou un psicòleg clínic estatunidenc, un dels teòrics més rellevants de la no-directivitat.
El 1951 formulà la teoria sobre la «teràpia centrada en el client». Al seu entendre, el paper del psicòleg ha de ser passiu, permissiu i d'acceptació. Al contrari del pessimisme de Sigmund Freud, considerava que l'ésser humà neix amb l'instint i la capacitat innats positius i constructius.
Proposà una educació humanística basada en l'experiència vital de l'alumne, l'objectiu de la qual és l'aprenentatge significatiu o experiencial. Segons la seva teoria, la congruència i l'autenticitat tenen una gran importància per a la salut integral de la persona. Preconitzava la paradoxa que «quan les persones s'accepten com són, aleshores poden canviar».

## Biografia
Rogers va néixer el 8 de gener de 1902 a Oak Park, Illinois, un suburbi de Chicago. El seu pare, Walter A. Rogers, era enginyer civil, congregacionalista per denominació. La seva mare, Julia M. Cushing, era mestressa de casa i devota baptista. Carl era el quart dels seus sis fills.
Rogers era intel·ligent i sabia llegir molt abans del jardí d'infants. Després d'una educació en un estricte entorn religiós i ètic com a escolanet de l'altar a la rectoria de Jimpley, es va convertir en bastant aïllat, independent i disciplinat, i va adquirir coneixements i apreciació pel mètode científic en un món pràctic. A la Universitat de Wisconsin-Madison, on va ser membre de la fraternitat Alpha Kappa Lambda, la seva primera opció professional va ser l'agricultura, seguida d'història i després de religió.
Als 20 anys, després del seu viatge de 1922 a Pequín, Xina, per a una conferència cristiana internacional, Rogers va començar a dubtar de les seves conviccions religioses. Per ajudar-lo a aclarir la seva elecció professional, va assistir a un seminari titulat Per què entro al ministeri?, després de la qual cosa va decidir canviar de carrera. El 1924 es va graduar a la Universitat de Wisconsin, es va casar amb Helen Elliott (una companya estudiant de Wisconsin a qui havia conegut a Oak Park) i es va matricular al Seminari Teològic de la Unió de Nova York. Al cap d'un temps es diu que es va convertir en ateu. Tot i que al començament de la seva carrera es coneix com a ateu, Rogers finalment va arribar a ser descrit com a agnòstic. No obstant això, en els seus darrers anys s'informa que va parlar d'espiritualitat. Thorne, que va conèixer Rogers i va treballar amb ell en diverses ocasions durant els seus darrers deu anys, escriu que en els seus darrers anys la seva obertura a l'experiència el va obligar a reconèixer l'existència d'una dimensió a la qual va vincular adjectius com místic, espiritual i transcendental. Rogers va concloure que hi ha un regne més enllà de la psicologia científica, un regne que va arribar a valorar com allò indescriptible, espiritual.
Després de dos anys, Rogers va abandonar el seminari per assistir al Teachers College de la Universitat de Colúmbia, obtenint un màster el 1927 i un doctorat el 1931. Mentre completava el seu treball de doctorat, es va dedicar a l'estudi infantil. Va estudiar amb Alfred Adler entre 1927 i 1928, quan Rogers era intern a l'actualment desaparegut Institute for Child Guidance de la ciutat de Nova York. Més tard, Rogers va recordar:
| « | Acostumat com estava a l'enfocament freudià més aviat rígid de l'Institut —història de casos de setanta-cinc pàgines i bateries exhaustives de proves abans fins i tot de pensar en "tractar" un nen—, em va sorprendre la manera molt directa i enganyosament senzilla del doctor Adler. de relacionar-se immediatament amb el nen i els pares. Vaig trigar un temps a adonar-me de quant havia après d'ell. | » |

El 1930, Rogers va exercir com a director de la Societat per a la Prevenció de la Crueltat envers els Nens a Rochester, Nova York. De 1935 a 1940 va donar classes a la Universitat de Rochester i va escriure The Clinical Treatment of the Problem Child (1939), basant-se en la seva experiència treballant amb nens amb problemes. Va ser fortament influït en la construcció del seu enfocament centrat en el client per la pràctica psicoterapèutica post-freudiana d’Otto Rank, especialment com es plasma en el treball de la deixebla de Rank, la destacada clínica i educadora de treball social Jessie Taft. El 1940 Rogers es va convertir en professor de psicologia clínica a la Universitat Estatal d'Ohio, on va escriure el seu segon llibre, Counselling and Psychotherapy (1942). Allà, Rogers suggereix que establint una relació amb un terapeuta comprensiu i acceptador, un client pot resoldre les dificultats i obtenir la visió necessària per reestructurar la seva vida.
El 1945, Rogers va ser convidat a establir un centre d'assessorament a la Universitat de Chicago. El 1947 va ser elegit president de l'Associació Americana de Psicologia. Mentre era professor de psicologia a la Universitat de Chicago (1945–57), Rogers va ajudar a establir un centre d'assessorament connectat amb la universitat i allí va realitzar estudis per determinar l'eficàcia dels seus mètodes. Les seves troballes i teories van aparèixer a Teràpia centrada en el client (1951) i Psicoteràpia i canvi de personalitat (1954). Un dels seus estudiants de postgrau a la Universitat de Chicago, Thomas Gordon, va establir el moviment Parent Effectiveness Training (PET). Un altre estudiant, Eugene T. Gendlin, que estava obtenint el seu doctorat en filosofia, va desenvolupar la pràctica del Focusing basada en l'escolta rogeriana. El 1956, Rogers es va convertir en el primer president de l'American Academy of Psychotherapists. Va ensenyar psicologia a la Universitat de Wisconsin, Madison (1957–63), temps durant el qual va escriure un dels seus llibres més coneguts, On Becoming a Person (1961). Un estudiant seu allà, Marshall Rosenberg, va desenvolupar la Comunicació no violenta. Rogers i Abraham Maslow (1908–70) van ser pioners en un moviment anomenat psicologia humanista, que va assolir el seu punt àlgid a la dècada del 1960. El 1961, va ser elegit membre de l'Acadèmia Americana de les Arts i les Ciències. Rogers també va ser una de les persones que va qüestionar l'auge del maccarthisme als anys 50. En articles, criticava la societat per les seves afinitats endarrerides.
Rogers va continuar ensenyant a la Universitat de Wisconsin fins al 1963, quan es va convertir en resident al nou Institut de Ciències del Comportament Occidental (WBSI) a La Jolla, Califòrnia. Rogers va deixar el WBSI per ajudar a fundar el Centre d'Estudis de la Persona el 1968. Els seus llibres posteriors inclouen Carl Rogers on Personal Power (1977) i Freedom to Learn for the '80s (1983). Va romandre resident a La Jolla durant la resta de la seva vida, fent teràpia, fent discursos i escrivint.
Els últims anys de Rogers es van dedicar a aplicar les seves teories en situacions d'opressió política i conflicte social nacional, viatjant per tot el món per fer-ho. A Belfast, Irlanda del Nord, va reunir protestants i catòlics influents; a Sud-àfrica, blancs i negres; al Brasil, gent sortint de la dictadura a la democràcia; als Estats Units, consumidors i proveïdors en l'àmbit de la salut. El seu darrer viatge, als 85 anys, va ser a la Unió Soviètica, on va impartir conferències i va facilitar tallers vivencials intensius per fomentar la comunicació i la creativitat. Es va sorprendre de quants russos sabien de la seva obra.
Entre el 1974 i el 1984, Rogers, la seva filla Natalie Rogers i els psicòlegs Maria Bowen, Maureen O'Hara i John K. Wood van convocar una sèrie de programes residencials als Estats Units, Europa, Brasil i Japó, els tallers d'enfocament centrat en la persona, que es va centrar en la comunicació intercultural, el creixement personal, l'autoempoderament i l'aprenentatge per al canvi social.
El 1987, Rogers va patir una caiguda que va provocar una fractura de la pelvis: tenia una alerta vital i va poder contactar amb els paramèdics. Va tenir una operació satisfactòria, però el seu pàncrees va fallar la nit següent i va morir pocs dies després d'un atac de cor.
Una de les frases més famoses de Rogers és: «La mort és definitiva, i acceptar això és el més difícil d'assumir. Aquell ésser estimat no tornarà i res pot canviar això. Res s'hi compara. La vida és preciosa i vulnerable, així que sigues savi de com decideixes gastar-la, perquè un cop arriba la mort no hi ha marxa enrere».

## Obres
- Clinical Treatment of the Problem Child, 1939
- Counseling and Psychotherapy: Newer Concepts in Practice, 1942.
- Client-centered Therapy: Its Current Practice, Implications and Theory, 1951[20]
- «A Theory of Therapy, Personality and Interpersonal Relationships as Developed in the Client-centered Framework» in: A (ed.) S. Koch, Psychology: A Study of a Science[21]
- On Becoming a Person: A Therapist's View of Psychotherapy, 1961[22]
- Freedom to Learn: A View of What Education Might Become, 1969.[23]
- On Encounter Groups, 1970
- On Personal Power: Inner Strength and Its Revolutionary Impact, 1977
- A Way of Being, 1980